# Antari
Antari è una suddivisione dell'India, classificata come nagar panchayat, di 9.534 abitanti, situata nel distretto di Gwalior, nello stato federato del Madhya Pradesh. In base al numero di abitanti la città rientra nella classe V (da 5.000 a 9.999 persone).

## Geografia fisica
La città è situata a 26° 04' 48 N e 78° 12' 19 E.

## Società

### Evoluzione demografica
Al censimento del 2001 la popolazione di Antari assommava a 9.534 persone, delle quali 5.061 maschi e 4.473 femmine. I bambini di età inferiore o uguale ai sei anni assommavano a 1.554, dei quali 824 maschi e 730 femmine. Infine, coloro che erano in grado di saper almeno leggere e scrivere erano 5.089, dei quali 3.337 maschi e 1.752 femmine.